# 자마 주둔지
자마 주둔지(座間駐屯地 자마 추톤치[*])는 가나가와현 사가미하라시에 있는 육상자위대의 주둔지로, 주일 미군의 캠프 자마에 붙어있다.

## 역사
1937년에 설립될 당시에는 육군사관학교의 부지로 쓰였다. 1945년에 상륙한 연합군에 접수되었고, 주일 미군의 주둔지로 쓰이기 시작하여 5년 뒤, 1950년에는 제8군 사령부가 설치되었다.
1970년 캠프 자마 미일공동사용협약에 따라 육상자위대 부대가 주둔하기 시작하여 아사카 주둔지에서 관리하는 자마 분둔지(朝霞駐屯地座間分屯地)였다가, 2013년, 중앙즉응집단이 아사카 주둔지에서 옮겨오면서 주둔지로 승격되었다.
2018년 3월 26일, 중앙즉응집단이 해체되었다.

## 주둔
- 제1시설단
  - 제4시설군
- 동부방면후방지원대
  - 제102시설직접지원대대
    - 제1직접지원중대
- 동부통신시설군
  - 제105기지시스템통신대대
    - 제305기지시스템통신중대
      - 자마파견대
- 동부방면회계대
  - 제441회계대
- 경무대
  - 자마 주둔지 경무대
  - 동부방면경무대
    - 제129지구경무대
      - 자마연락반

## 참고
1. ↑  “일본 ‘자위대 파견·대테러 사령부’ 자마기지로”. 한겨례. 2005년 9월 15일. 2006년 1월 4일에 원본 문서에서 보존된 문서. 2016년 1월 2일에 확인함.